# Diözese Lesotho

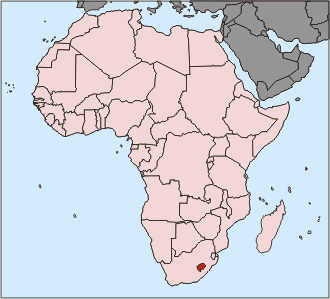
Übersichtskarte Lesotho in Afrika

Die  Diözese Lesotho (englisch Diocese of Lesotho) ist die einzige Diözese der Anglican Church of Southern Africa in Lesotho. Die Anglikanische Kirche in Lesotho ist die drittgrößte Glaubensgemeinschaft in Lesotho.

## Geschichte
In den 1850er Jahren bat Moshoeshoe I., das Oberhaupt der Basotho, den anglikanischen Bischof in Kapstadt, Missionare zu schicken. Dies tat er zwar nicht, Moshoeshoe schickte aber zwei jüngere Söhne auf die anglikanische Schule in Zonnebloem in Kapstadt. Einer von ihnen, Jeremiah Libopuoa, wurde wegen seiner Begabung als erster Mosotho nach England zur Ausbildung als Priester geschickt, wo er jedoch 1863 starb. Im selben Jahr hielt der Bischof der neugegründeten Diözese Bloemfontein einen Gottesdienst bei Thaba Bosiu. 1875 wurde ein erster Priester für die Basotho angestellt. 1876 entstanden Missionsstationen in Mohale’s Hoek und Hlotse. Die Missionare hatten den Auftrag, sich von der britischen Kolonialverwaltung und den barena zu distanzieren. Trotzdem wurden sie im Verlauf des Gun War der Basotho gegen die Kolonialverwaltung verfolgt, da man sie für pro-britisch hielt. In der Folge nahm die Anzahl der Missionsstationen und Kirchenmitglieder wieder zu. 1894 wurde ein anglikanisches Lehrerseminar in Hlotse gegründet, das bis 1907 bestand. 1906 besuchten 1000 Basotho-Schüler anglikanische Schulen, elf Priester arbeiteten in acht Stationen. 1909 ließ sich der morena e moholo Griffith Lerotholi anglikanisch taufen, kurz darauf konvertierte er aber zum Katholizismus.
1913 wurde erstmals ein Mosotho zum anglikanischen Priester geweiht. 1950 wurde die Diözese Basutoland selbstständig; mit der Unabhängigkeit Lesothos 1966 wurde die Diözese in „Lesotho“ umbenannt. Von 1976 bis 1978 war Desmond Tutu anglikanischer Bischof von Lesotho.

## Gegenwart
2007 betrug der Anteil der Mitglieder der Anglikanischen Kirche in Lesotho rund 19 Prozent.
Derzeitige Bischöfin ist Vicentia Kgabe in Nachfolge von Mallane Adam Taaso. Er residiert in der Hauptstadt Maseru. Die Kirche ist in vier Archidiakonate eingeteilt. Die Hauptkirche ist die Cathedral of St Mary and St. James in Maseru. Zu den Einrichtungen gehören mehrere Schulen sowie das St. James Mission Hospital in Mantsonyane. Fast 40 Priester sind für rund 30 Gemeinden zuständig. Die Diözese gehört zum Christian Council of Lesotho (CCL).

## Liste der Bischöfe
- 1950–1976: John Maund
- 1976–1978: Desmond Tutu
- 1978–1997: Philip Mokuku
- 1997–1999: Andrew Duma
- 1999–2006: Joseph Tsubella
- 2008–2021: Mallane Adam Taaso[6]
- seit 2021: Vicentia Kgabe